# Neodrymonia delia
Neodrymonia delia är en fjärilsart som beskrevs av John Henry Leech 1889. Neodrymonia delia ingår i släktet Neodrymonia och familjen tandspinnare. Inga underarter finns listade i Catalogue of Life.